# Псевдотсуга японская
Псевдотсуга японская(лат. Pseudotsuga japonica) — хвойное дерево, вид рода Псевдотсуга (Pseudotsuga) семейства Сосновые (Pinaceae), эндемик Японии. Среднего размера дерево, достигающее 25 м в высоту.

## Ботаническое описание

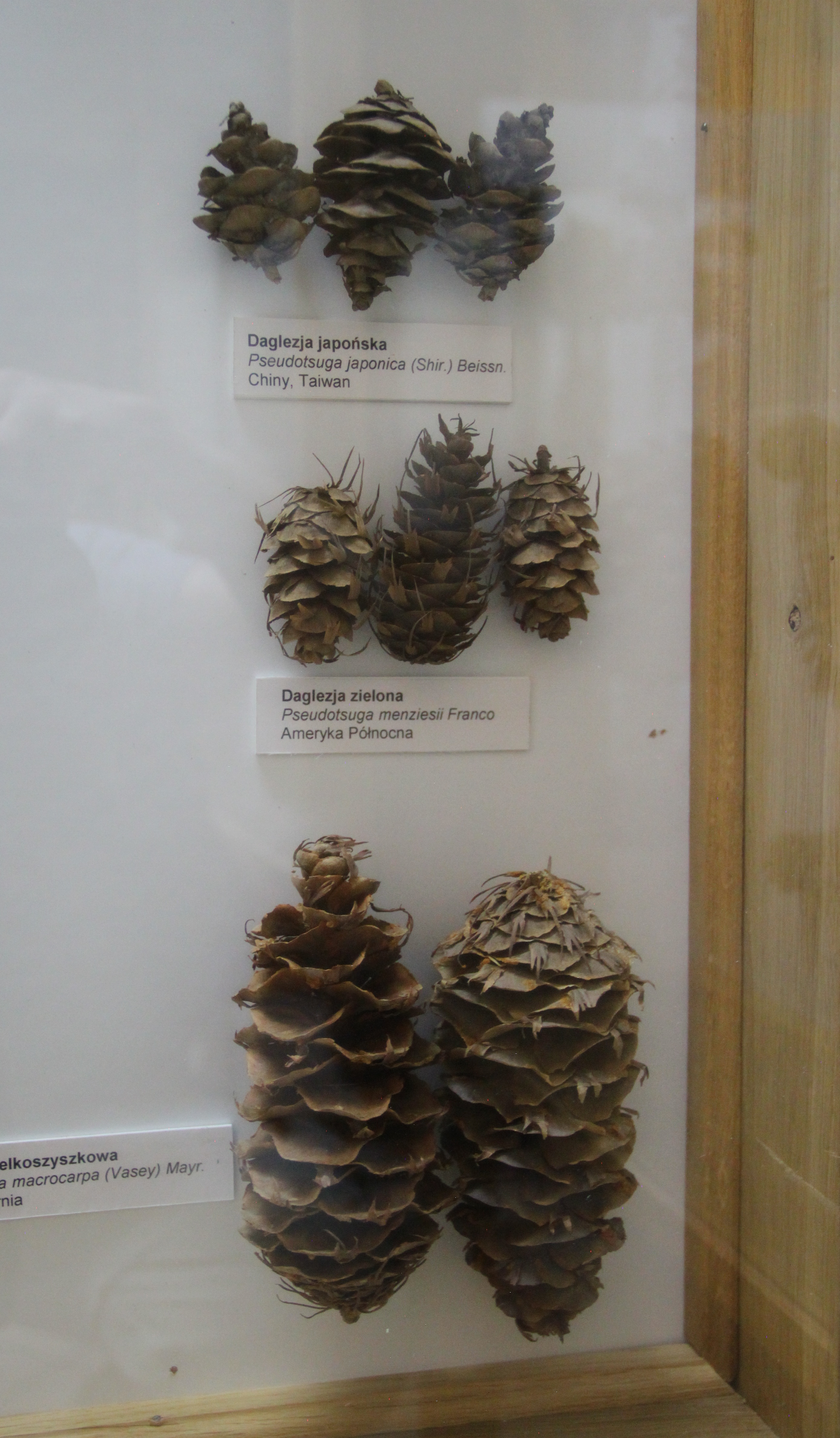
Сравнение шишек видов рода Псевдотсуга (сверху вниз): Псевдотсуга японская (P. japonica), Псевдотсуга Мензиса (P. menziesii) и Псевдотсуга крупношишечная (P. macrocarpa)

Псевдотсуга японская (японская пихта Дугласа) — вечнозелёное дерево, достигающее в высоту от 12 до 30 м с диаметром ствола до 1,5 м. Ствол обычно не имеет ветвей примерно до двух третей своей высоты. Кора тёмно-коричневая, на очень старых деревьях становится сероватой. Кора молодых веток светло-желтовато-коричневая, а на второй год становится сероватой. Чешуя бутонов глянцево-коричневого цвета. Игольчатые листья глянцево-зелёные, часто изогнутые, тупые и краевые, длиной от 15 до 25 мм и шириной 1,5 мм.
Растение однодомное. Цветёт в апреле. Мужские шишки пазушные на ветвях предыдущего года, цилиндрические, коричневато-жёлтые, с множеством тычинок. Женские шишки, расположенные на концах коротких побегов, длиной от 4 до 5 см и диаметром от 2 до 2,5 см, являются самыми маленькими в роде Псевдотсуга. Сначала они коричневые с голубоватыми пятнами, позже они становятся шоколадно-коричневыми и имеют от 15 до 20 толстых древесных чешуек. Трёхлопастные покровные чешуи имеют длину около 20 мм и ширину от 4 до 5 мм над семенными чешуями. Крылатые семена созревают в октябре, блестящие тёмно-коричневые, длиной от 6 до 9 мм и шириной 5 мм. Широкое крыло семени тёмно-коричневого цвета, длиной от 10 до 13 мм и шириной 6 мм.
Количество хромосом 2n = 24.

## Распространение и местообитание
Вид является эндемиком Японии. Естественный ареал псевдотсуги японской находится на юго-востоке Японии на островах Хонсю и Сикоку. Растёт на высоте от 500 до 1 100 м над уровенм моря.

## Охранный статус
Международный союз охраны природы (МСОП) классифицирует вид как вымирающий.

## Галерея

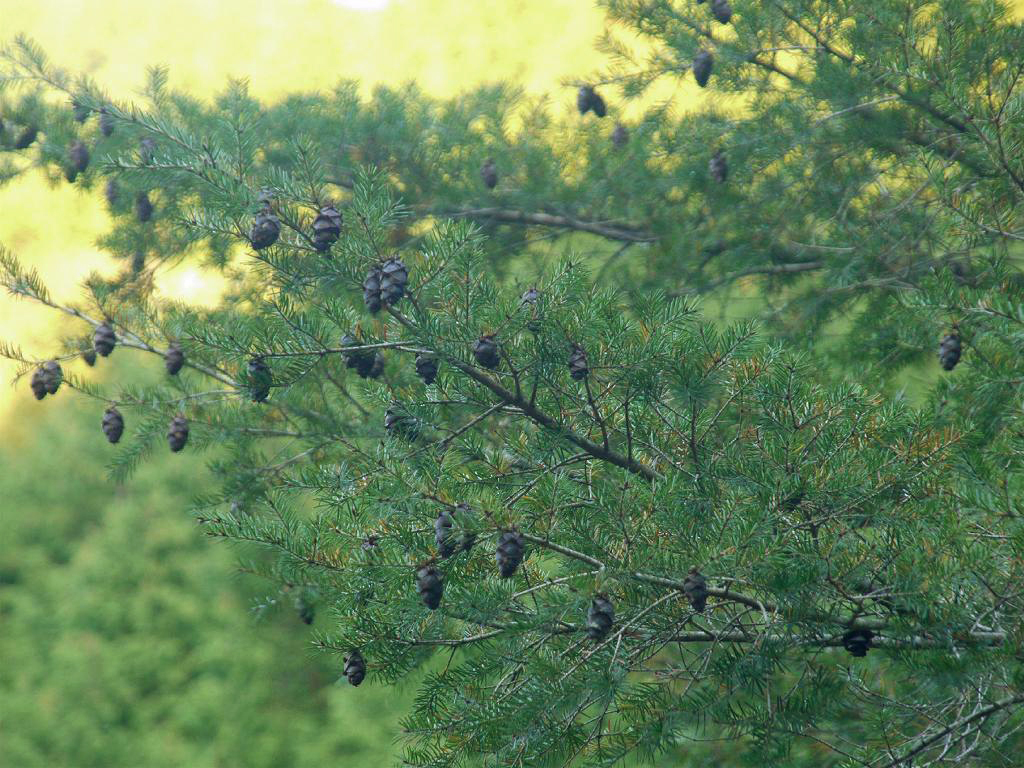
Ветви
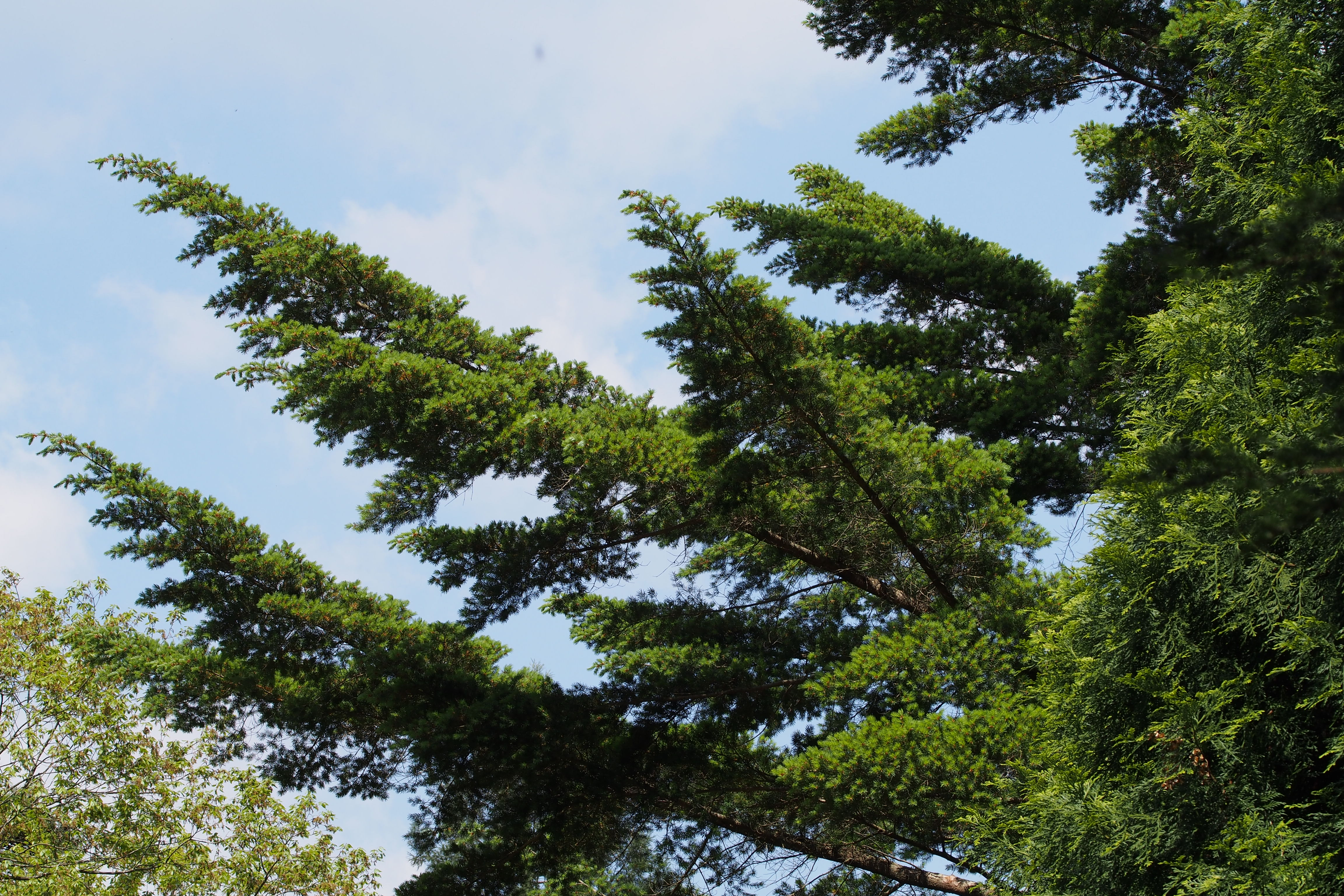
Ветви
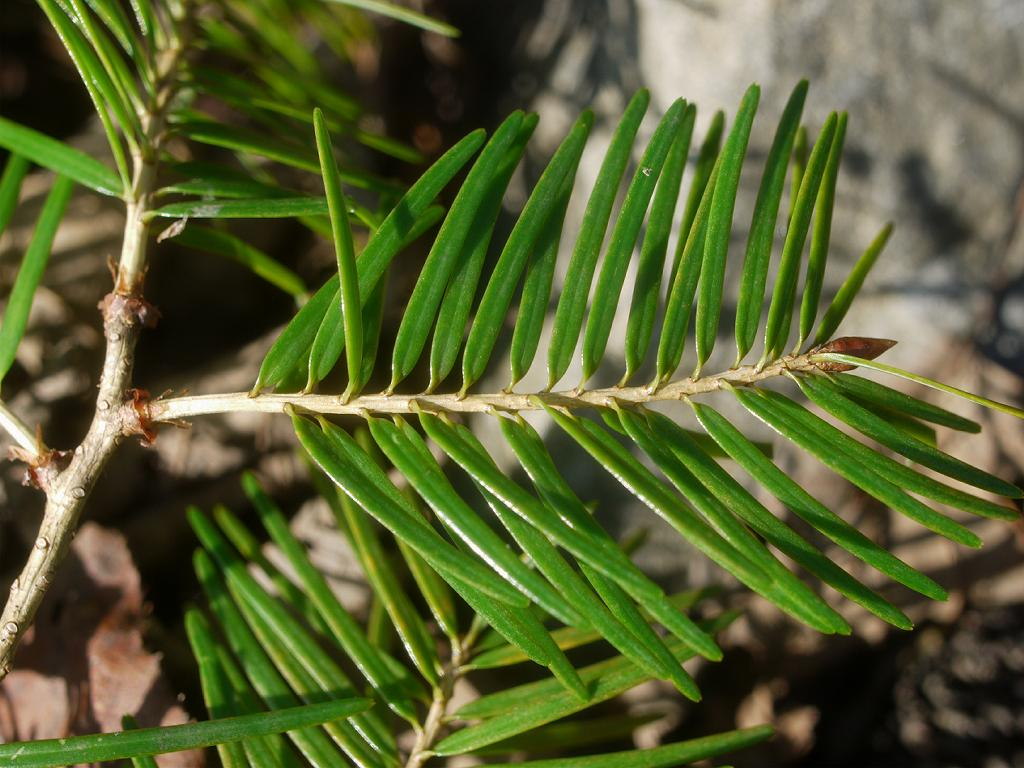
Молодой отросток